# Airs baroques français
 (novembre 2023).
Si vous disposez d'ouvrages ou d'articles de référence ou si vous connaissez des sites web de qualité traitant du thème abordé ici, merci de compléter l'article en donnant les références utiles à sa vérifiabilité et en les liant à la section « Notes et références ».
Airs baroques français est un album de la chanteuse soprano française Patricia Petibon sorti en 2002. Sur cet album elle a regroupé des airs baroques, dont elle est une grande spécialiste. Son programme est composé de musique de Jean-Philippe Rameau, Jean-Baptiste Lully, Marc-Antoine Charpentier et Nicolas Racot de Grandval. Elle est accompagnée par l’orchestre Les Folies françoises dirigé par Patrick Cohën-Akenine.

## Titres de l’album
1. Jean-Philippe Rameau : Platée - Air de Clarine: "Soleil, fuis de ces lieux" - 2.13
2. Jean-Philippe Rameau : Les Fêtes de l'Hymen et de l'Amour - Ariette de l'Amour : "Volez, plaisirs, célébrez ce beau jour" - 3.11
3. Jean-Philippe Rameau : Les Fêtes de l'Hymen et de l'Amour - Entrée des Égyptiens - 1.46
4. Jean-Philippe Rameau : Les Fêtes de l'Hymen et de l'Amour - Ariette de l'Égyptienne : "L'amant que j'adore" - 1.52
5. Jean-Philippe Rameau : Les Fêtes de l'Hymen et de l'Amour - Ariette de l'Égyptienne : "Amour, lance tes traits" - 2.55
6. Jean-Philippe Rameau : Platée - Air de la Folie : "Formons les plus brillants concerts... Aux langueurs d'Apollon" - 5.31
7. Marc-Antoine Charpentier : David et Jonathas - Jonathas : "A-t-on jamais souffert une plus rude peine?" - 7.25
8. Jean-Baptiste Lully : Armide - Prélude & Armide: "Enfin, il est en ma puissance" - 5.30
9. Jean-Baptiste Lully : Armide - Armide : "Le perfide Renaud me fuit" - 5.02
10. Jean-Philippe Rameau : Les Indes galantes - Air de Phani : "Viens, hymen" - 4.27
11. Jean-Philippe Rameau : Les Indes galantes - Air de Zima : "Régnez, plaisirs et jeux" - 3.14
12. Jean-Philippe Rameau : Les Indes galantes - Chaconne - 5.35
13. Nicolas Racot de Grandval : "Rien du tout" (1755) - 14.44